# Balken

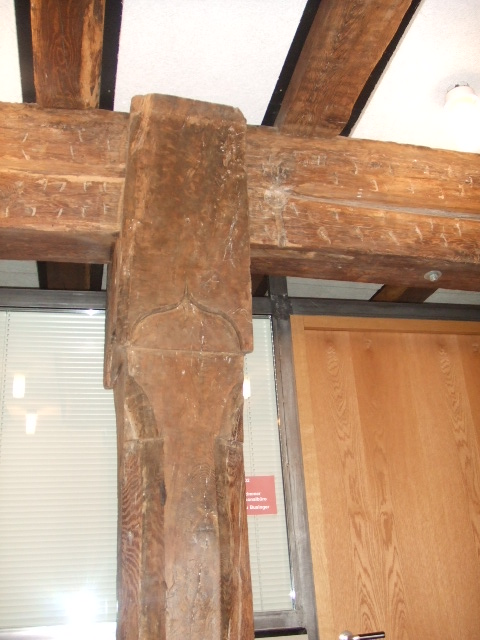
Drei verschiedene Holzbalken: Ständer, Unterzug und Balkendecke (Rathaus von Veringenstadt)

Ein Balken ist ein tragendes Element in der Baukonstruktion. Durch seine Form und die Materialbeschaffenheit ist der Balken für viele Funktionen geeignet. Die Bezeichnung nach der Funktion des Balkens, dem Einbauort oder dem Material ist üblich.

## Grundlagen

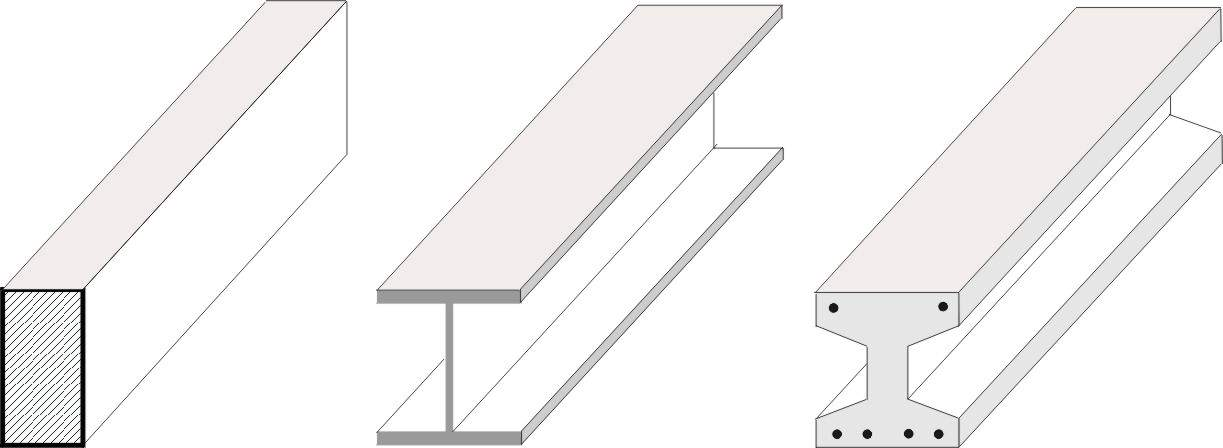
Holz – Stahl – Stahlbeton Balken

Geschichtlich hat der Begriff „Balken“ im Zimmerhandwerk erst den Holzbalken bezeichnet, der Verband ist das Balkenwerk oder Gebälk. Später ist der Begriff auf andere sinngleiche Bauelemente aus unterschiedlichem Material, wie Hohlkasten- oder Vollwandträger aus Profilstahl oder Stahlbeton, übergegangen. Verwandt steht Balkon (Vorbau am Freiträger).
‚Balken‘ ist ein Bauteil-bezogener Ausdruck: Ein geometrisch definierter Querschnitt (quadratisch, rund, rechteckig)  und eine im Verhältnis dazu große Länge, bestimmen seine Form.
Funktionell bezeichnet man waagrechte, nur teilweise aufliegende Balken als Träger. Einseitig eingespannte Balken sind Freiträger. Balken im Rahmenbau sind Riegel, in der Dachkonstruktion Pfetten. Je nach Einsatzbereich und Gewerk werden senkrechte Balken als Säule, stehend belastete als Steher, Stiel, belastet oder unbelastet als Pfosten und hängend auf Zug belastete als Hängesäule bezeichnet. Schräge Balken finden sich unter Namen wie Sparren (Dach), als Strebe (technische Fachwerke), Kopfband, Bug (Diagonalstrebe in Holzfachwerk).
Ein Balken, der als Teil einer Wand eine Bauöffnung überspannt, ist ein Sturz. Die Reihung von Balken in einer Ebene, zum Zweck des flächigen Abdeckens, ist waagrecht die Balkenlage, senkrecht mit liegendem Balken das Blockwerk, mit stehendem Balken das Ständerwerk.
In der Baustatik ist ein „Balken“ ein Bauteil, das im Unterschied zum Stab senkrecht zu seiner Längsachse belastet wird. Der Balken kann Kräfte in Längs- und Querrichtung aufnehmen, wobei Größe, Material und Form den Einsatz bestimmen. Das Fachgebiet der Baustatik, das sich mit dem Balken beschäftigt, ist die Balkentheorie.

## Holzbalken

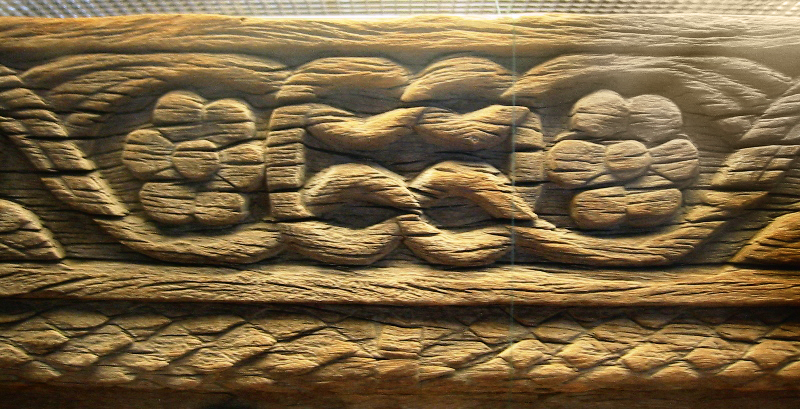
Mit Schnitzwerk verzierter Holzbalken. Loulan, China

Der Holzbalken, regional auch Tram, entsteht heute üblicherweise durch das Aufsägen eines Baumstammes (Bauholz) in Längsrichtung. Die Faserrichtung verläuft somit in Sägerichtung. Früher wurden Balken häufig auch durch Behauen mit dem Breitbeil hergestellt. Dabei ist der Balken die stärkste Klasse von Schnittholz und wird auch schlicht „Baum“ genannt (wie sich das bei Schiffen, Kränen oder Dachkonstruktionen als Ausdruck erhalten hat).
Traditionell wurde bei Deckenbalken und Sparren die Höhe etwa 1,4-mal größer gewählt als die Breite. Heute tendiert man eher bis zu einer Höhe der dreifachen Balkenbreite (z. B. 8 × 24 cm).

Drei verzierte Balkenköpfe einer Balkendecke in einer Fachwerkhaus-Fassade

Balken werden durch gezieltes Zerlegen eines Baumstammes hergestellt: Man unterscheidet scharfkantige und fehlkantige Balken. Fehlkantige Balken haben noch Konturreste des Baumstammes. Nach der möglichen Längsteilung des Baumstammes und Nutzung des maximalen Stammesquerschnittes entsteht ein quadratisches oder ein rechteckiges Vollholz oder Ganzholz (ein Balken), Halbholz (zwei Balken), Viertelholz oder Kreuzholz (vier Balken). Wenn der Balken den Mittelpunkt des Stamms enthält, ist der Balken vollherzig, ist der Stamm in der Mitte halbiert, so ist er halbherzig.
Das Balkenende wird Balkenkopf genannt und zeigt in der historischen Architektur (insbesondere im Fachwerkbau) vielfach sichtbare Verzierungen.
Alle Verbindungsmöglichkeiten und Bearbeitungsarten für Holz sind am Balken gebräuchlich und durch die Einsatzart bestimmt.